# Plante ligneuse

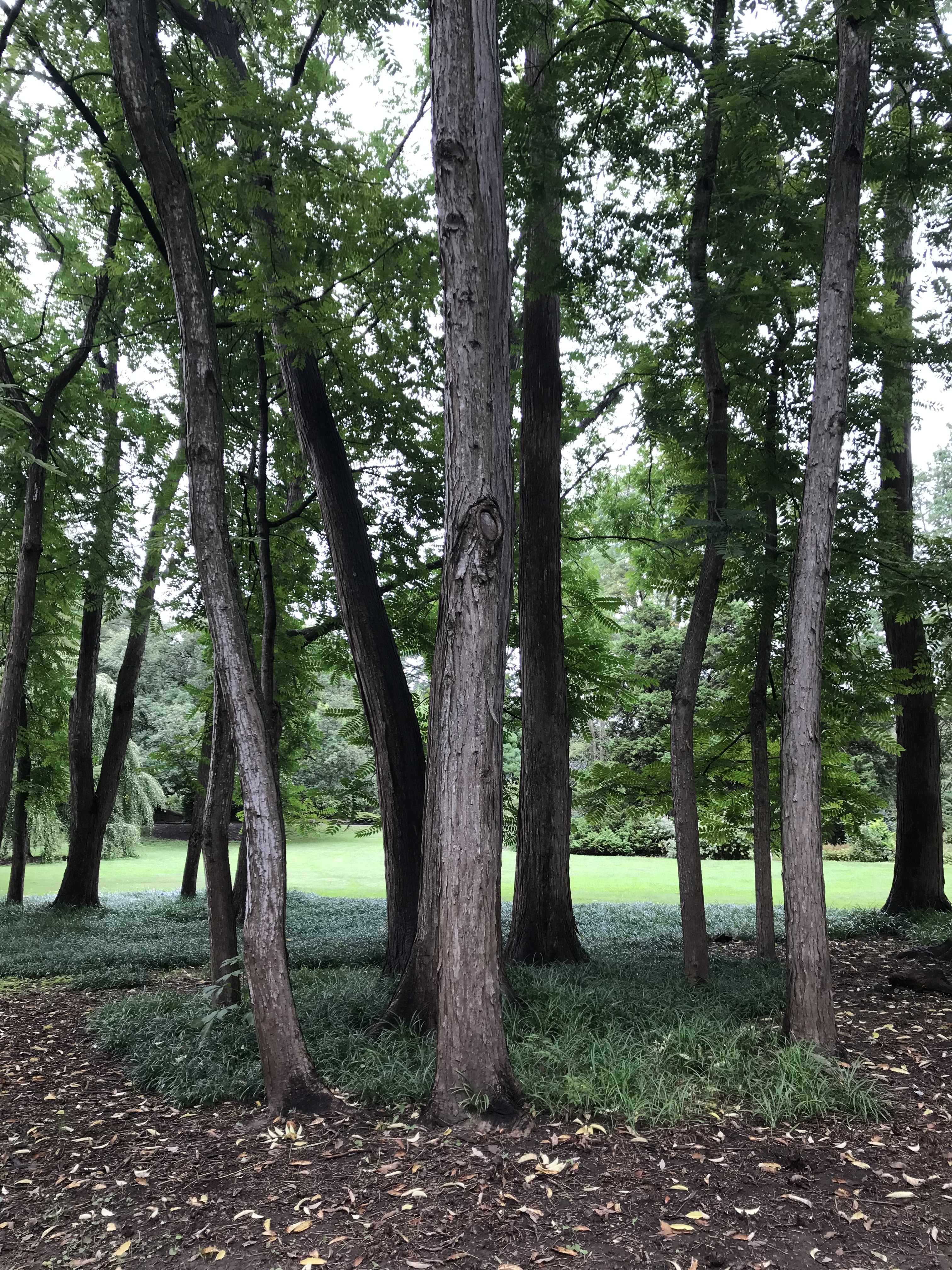
Troncs d'acajous de Chine (Toona sinensis) à l' en Pennsylvanie.

Une plante ligneuse est une  plante dont le principal matériau de structure est le bois qu'elle fabrique . Ce bois est fait de lignines, des macromolécules organiques qui donnent à la plante sa solidité. Le mot latin lignum et le mot grec ξύλον (xylon) sont les noms du matériau appelé bois en français.
La notion de plante ligneuse est une catégorisation végétale intuitive, qui évoque immédiatement les arbres, arbustes et arbrisseaux, mais elle n'est pas classificatoire, c'est-à-dire qu'elle ne fournit pas d'information sur les catégories du vivant taxonomie.

## Plante ligneuse et plante herbacée
À la différence d'une plante herbacée, une plante ligneuse ne fane pas quand elle sèche, ses parois sont durcies. Cependant, l'opposition courante entre plante ligneuse et plante herbacée peut être trompeuse, car, paradoxalement, toutes les plantes herbacées, plus précisément toutes les plantes vasculaires, contiennent aussi des lignines, mais en proportions très inférieures à celles des plantes ligneuses (les arbres surtout) et bien moindres pour les plantes annuelles que pour les vivaces. Quantitativement, la teneur en lignines des plantes vasculaires varie dans les proportions suivantes  : 3 à 5 % dans les feuilles, 5 à 20 % dans les tiges herbacées, 15 à 35 % dans les tiges ligneuses, et elle est plus abondante chez les conifères (25 à 35 %) que chez les arbres feuillus.

## Types biologique et végétatif
Une plante ligneuse reste vivante durant la saison défavorable. Son type biologique dépend de la hauteur des bourgeons au-dessus du sol, alors que son type végétatif dépend de la hauteur de sa partie aérienne. Le tableau 1 présente les classifications (non taxonomiques) généralement admises selon ces deux critères, sachant qu'ils sont définis pour une plante adulte et que la valeur indiquée pour les hauteurs ne doit pas être considérée comme absolue. Les plantes ligneuses forment ainsi tout l'ensemble des phanérophytes mais seulement une partie de celui des chamaephytes.
| Hauteur des bourgeons par rapport au sol | Type biologique | Hauteur de la partie aérienne | Type végétatif  |
| ---------------------------------------- | --------------- | ----------------------------- | --------------- |
| > 0,5 m                                  | Phanérophyte    | > 7 m                         | Arbre           |
|                                          |                 | 7 – 4 m                       | Arbuste         |
|                                          |                 | 4 - 0,5 m                     | Arbrisseau      |
|                                          |                 | > 0,5 m                       | Liane           |
| < 0,5 m                                  | Chaméphyte      | < 0,5 m                       | Sous-arbrisseau |

## Diversité des lignines

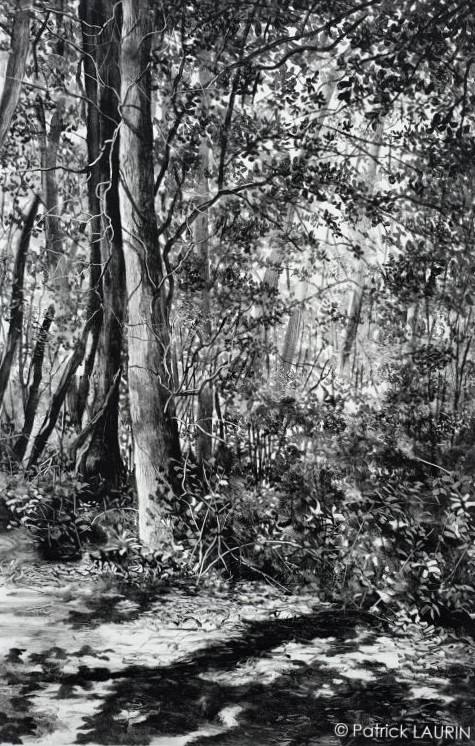
Patrick LAURIN, Fraga X, 2020, 48 x 34 cm, monotype sur papier coton

Les lignines sont des biopolymères hétérogènes, hydrophobes, tridimensionnels, rigides, durs et cassants, constituants des parois cellulaires primaires et secondaires de toutes les plantes vasculaires. Les lignines sont le deuxième composant de la biomasse terrestre, leur masse cumulée avec celle de la cellulose représente environ 70 % de la biomasse totale.
Chimiquement, les lignines sont des phénylpropanoïdes composés d'alcools phénoliques appelés monolignols. Les monolignols principaux sont : l'alcool paracoumarylique (unité H, hydroxyphényle), l'alcool coniférylique (unité G, guaîacyle) et l'alcool sinapylique (unité S, syringyle). Leur précurseur est l'acide aminé phénylalanine. La structure phénylpropane des lignines correspond au squelette carboné (C6-C3)n. Ces composés phénoliques sont des "tannins végétaux" à partir desquels les plantes fabriquent des petits tannins (comme la coumarine) et des molécules tanniques géantes (comme les lignines), les tannins étant notamment des moyens de défenses chimiques des plantes contre les microbes et les herbivores.

## Lignification
Processus fondamental de l'évolution des plantes terrestres, la lignification permet la croissance en hauteur et le port dressé qui favorise la réception de l'énergie lumineuse. La lignification solidifie les parois cellulaires, les cellules meurent, leur contenu disparaît et les parois lignifiées forment les éléments de vaisseau et/ou les trachéides. Le bois caulinaire (des tiges) et le bois raméal (des rameaux) ont des lignines bien différentes : dans le premier, elles sont hautement polymérisées et représenteraient l'excrément de l'arbre, alors que dans le second, siège de la fabrication du bois brouté par les ruminants, il s'agit de lignines jeunes, peu ou pas polymérisées, donc facilement digestibles par les animaux et les champignons. Plus le diamètre des rameaux est petit, plus le contenu en lignines jeunes, en protéines et en nutriments est important. Les lignines du bois raméal fragmenté (BRF), utilisé comme facteur nutritionnel de base en agriculture, jouent un rôle essentiel dans la constitution des sols et leur fertilisation.

## Lignines du bois des arbres
Si le bois caractérise les plantes ligneuses, le bois des arbres s'en distingue à la fois par sa formation - fonctionnement du cambium absent chez les Monocotylédones - et par sa composition - des lignines généralement sans alcool paracoumarylique (unité H) nettement présent chez les plantes vasculaires qui ne sont pas des arbres (notamment les Monocotylédones). Le tableau 2 montre la répartition des trois monolignols dans trois catégories de plantes vasculaires.
| Monolignol              | Unité | Nombre de groupes méthoxy | Chez les arbres Gymnospermes | Chez les arbres Angiospermes | Chez toutes les autres plantes vasculaires qui ne sont pas des arbres |
| ----------------------- | ----- | ------------------------- | ---------------------------- | ---------------------------- | --------------------------------------------------------------------- |
| Alcool paracoumarylique | H     | 0                         | absent (ou traces)           | absent (ou traces)           | présent                                                               |
| Alcool coniférylique    | G     | 1                         | présent                      | présent                      | présent                                                               |
| Alcool sinapylique      | S     | 2                         | absent                       | présent                      | présent                                                               |

Il ne suffit pas qu'une plante soit ligneuse et arborescente pour qu'elle soit un arbre. Toutes les plantes vasculaires, notamment les herbacées annuelles, fabriquent des lignines où est toujours présent l'alcool coniférylique (unité G) qui correspond à l'acide férulique. De plus, l’appellation « arbre » implique la présence de méristèmes secondaires. Alors que toutes les plantes vasculaires forment des méristèmes et des tissus primaires qui assurent leur croissance en hauteur, seules les plantes ligneuses forment, pour croître en épaisseur, des méristèmes et des tissus secondaires, très développés avec le bois et le liège, mais absents ou peu développés chez les plantes herbacées. En particulier, le stipe des palmiers est composé d'un faisceau de pétioles de feuilles palmées ou pennées, très distinct du tronc d'un arbre, notamment sans cernes de croissance.

## Apparition paléobotanique des plantes ligneuses

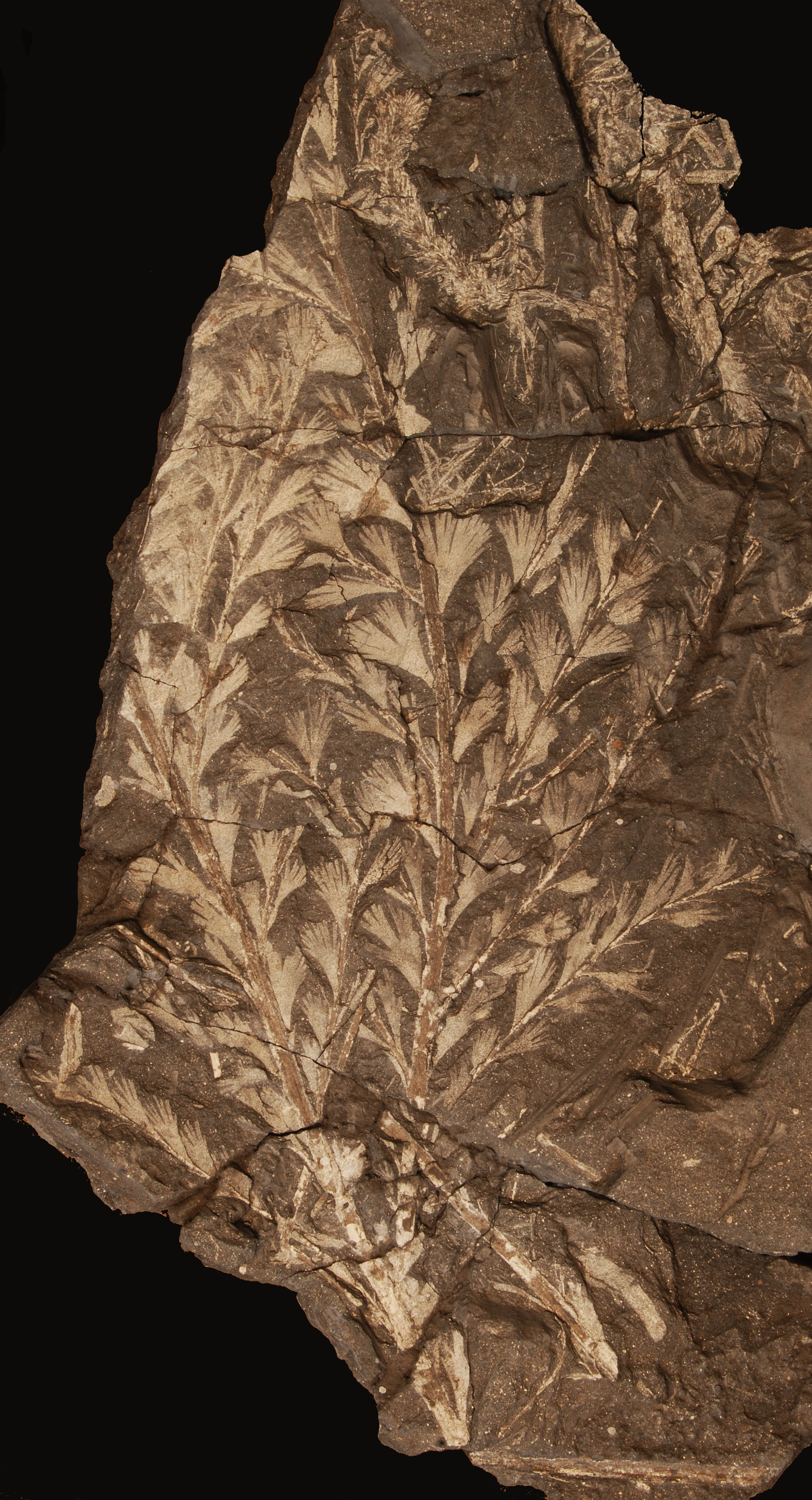
Fossile de tiges et feuilles d’Archaeopteris découvert en Afrique du Sud.

Les lignines sont apparues au Dévonien chez les premières plantes vasculaires (cryptogames) appartenant au groupe des Fougères et plantes alliées (ptéridophytes), ainsi que chez le genre Archaeopteris, premier arbre vrai, aujourd'hui éteint, appartenant au groupe des progymnospermes (précurseur des Gymnospermes). Ces premières plantes ligneuses ont marqué le début de la conquête des terres par les plantes il y a environ 400 millions d'années. Elles ont donné naissance au concept d'un clade des Lignophytes, dont la synapomorphie serait la possession d'un cambium vasculaire bifacial produisant du bois véritable. Toutefois les ptéridophytes forment un ensemble paraphylétique, dont la plupart des espèces sont membres du clade des Filicophytes, qui en regroupe environ 13000.

## Symbole traditionnel
Le symbole traditionnel des plantes ligneuses est . Très ancien, utilisé en botanique par Carl von Linné dès 1725 et dans Species plantarum édité en 1753, il représente aussi le plomb en alchimie et Saturne en astronomie.